# Stadsbussarna i Västerås
Stadsbussarna i Västerås körs av Svealandstrafiken AB på uppdrag av VL. De är uppdelade i stadslinjer, servicelinjer och förortslinjer.

## Nuvarande linjenät

### Stadslinjer
| Linje | Sträckning                                                                 |
| ----- | -------------------------------------------------------------------------- |
| 1     | Skälby - Bäckby - Hammarby - Centrum - Centralen - Sjukhuset - Bjurhovda   |
| 2     | Norra Gryta - Rocklunda - Centrum - Centralen - Framnäs - Hässlö - Björnö  |
| 3     | Erikslund - Eriksborg - Råby - Centrum - Centralen - Viksäng - Flygplatsen |
| 4     | Brottberga - Vallby - Centrum - Centralen - Norra Malmaberg - Finnslätten  |
| 5     | Tunbytorp - Skallberget - Centrum - Centralen - Klockartorpet - Hälla      |
| 6     | Rönnby - Rocklunda - Centrum - Centralen - Stenby - Finnslätten            |
| 7     | Hacksta - Centralen                                                        |

### Servicelinjer
| Linje | Sträckning                                                               |
| ----- | ------------------------------------------------------------------------ |
| 14    | Eriksborg - Bäckby - Råby - Centrum - Centralen - Sjukhuset - Norra Haga |
| 15    | Centralen - Öster Mälarstrand                                            |

### Förortslinjer
| Linje | Sträckning                                                      |
| ----- | --------------------------------------------------------------- |
| 21    | Skultuna - Åkesta - Centrum - Centralen - Hökåsen - Tillberga   |
| 22    | Örtagården - Barkarö - Johannisberg - Centralen - Hälla - Irsta |
| 23    | Tidö-Lindö - Centralen                                          |
| 24    | Centralen - Berga - Tortuna - Orresta - Centralen               |
| 25    | Centralen - Gäddeholm                                           |
| 31    | Sevalla - Tillberga (- Centralen)                               |
| 32    | Lagersberg - Borgåsund - Rytterne - Västerås                    |
| 36    | Östanbro - Irsta                                                |